# Odyssey Sims

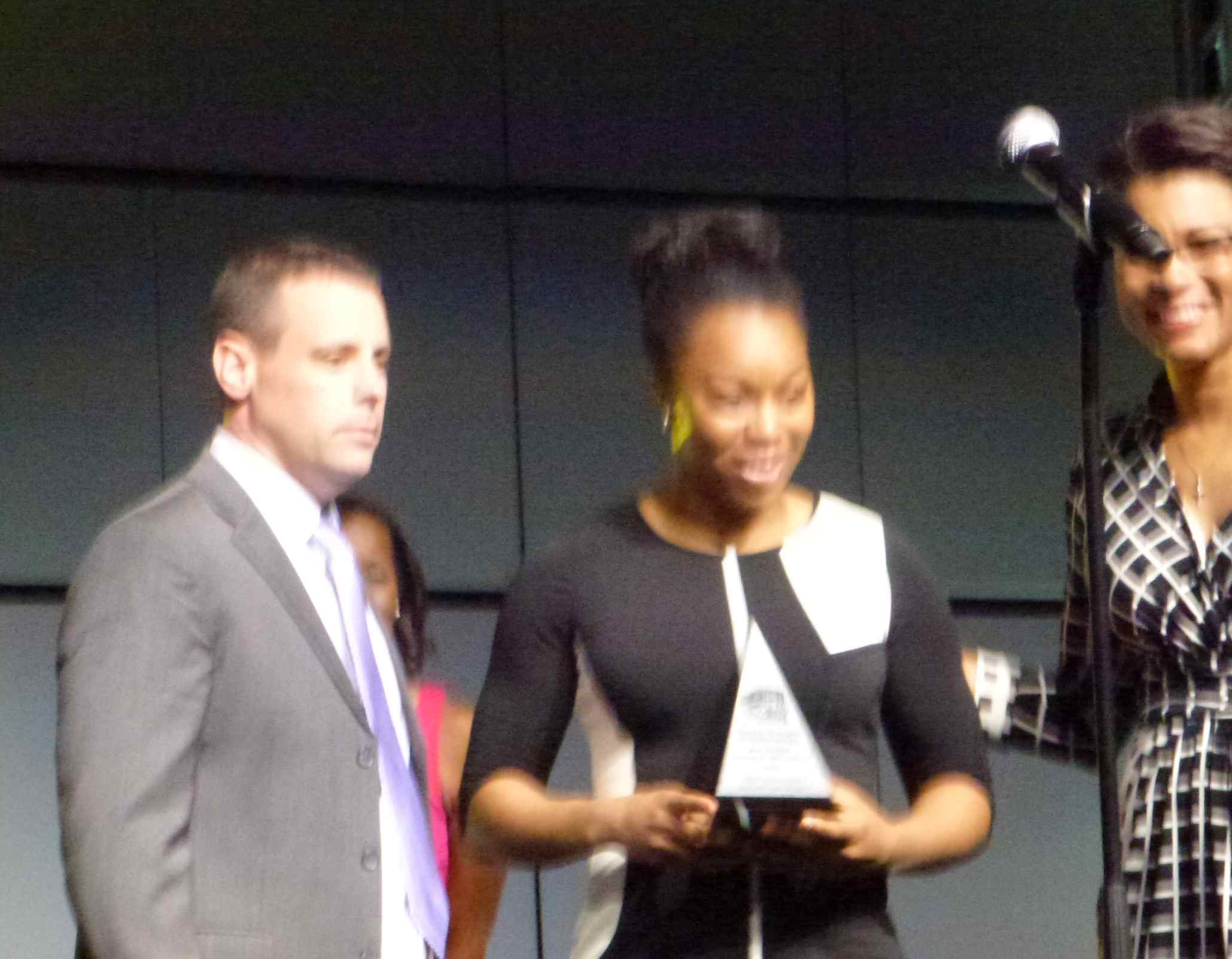
Odyssey Sims z nagrodą Nancy Lieberman Award podczas ceremonii rozdania WBCA Awards w 2014.

Odyssey Celeste Sims (ur. 13 lipca 1992 w Irving) – amerykańska koszykarka występująca na pozycjach rozgrywającej lub rzucającej, obecnie zawodniczka Atlanty Dream w WNBA.
27 lutego 2019 przedłużyła umowę z Los Angeles Sparks.
23 kwietnia 2019 trafiła w wyniku wymiany do Minnesoty Lynx, w zamian za Alexis Jones.
6 marca 2021 zawarła kontrakt z Atlantą Dream. 3 maja 2022 dołączyła do Minnesoty Lynx. 3 sierpnia 2022 podpisała umowę z Connecticut Sun. 7 czerwca 2023 została zawodniczką Dallas Wings.

## Osiągnięcia

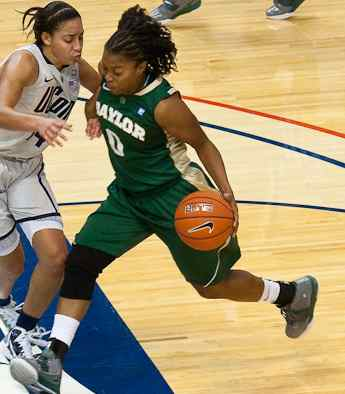
Sims podczas spotkania UConn vs Baylor w XL Center Hartford (16.11.2010)

Stan na 13 czerwca 2023, na podstawie, o ile nie zaznaczono inaczej.

### NCAA
- Mistrzyni NCAA (2012)
- Uczestniczka rozgrywek:
  - Elite 8 turnieju NCAA (2011, 2012, 2014)
  - Sweet 16 turnieju NCAA (2011–2014)
- Mistrzyni:
  - turnieju konferencji Big 12 (2011–2014)
  - sezonu regularnego Big 12 (2011–2014)
- Zawodniczka roku konferencji Big 12 (2014)
- Najlepsza pierwszoroczna zawodniczka:
  - NCAA według USBWA (2011)
  - Big 12 (2011)
- Laureatka:
  - Wade Trophy (2014)
  - Nancy Liberman Award (2014)
  - Frances Pomeroy Naismith Award (2014)
  - Dawn Staley Award (2014)
- Zaliczona do:
  - I składu:
    - All-American (2012 przez WBCA, USBWA, 2013 przez WBCA, USBWA, AP, 2014 przez ESPNW, USBWA)
    - Big 12 (2011–2013)
    - defensywnego All-Big 12 (2012, 2013)
    - NCAA Final Four (2012)
    - turnieju:
      - Big 12 (2012, 2013)
      - Des Moines Regional (2012)
      - Oklahoma City Regional (2013)

    - WBCA All-Region 5 (2011, 2012, 2013)

  - II składu All-American (2012 przez AP)
  - składu All-America Honorable Mention (State Farm/WBCA)

### WNBA
- Wicemistrzyni WNBA (2017)
- Zaliczona do:
  - I składu debiutantek WNBA (2014)
  - II składu WNBA (2019)[9]
- Uczestniczka:
  - meczu gwiazd WNBA (2019)[10]
  - konkursu Skills Challenge WNBA (2019)[11]

### Indywidualne
- Uczestniczka meczu gwiazd Korei Południowej (2015)[12]
- Liderka strzelczyń ligi tureckiej (2017)

### Reprezentacja
- Mistrzyni:
  - świata (2014)
  - uniwersjady (2011, 2013)
- MVP uniwersjady (2013)